# Jody Watley
Jody Vanessa Watley, más conocida como Jody Watley (Chicago, Illinois, 30 de enero de 1959) es una cantante, compositora y productora musical estadounidense. Durante los años 70 y principios de los 80, fue miembro de la banda de R&B/Funk Shalamar, que anotó muchos éxitos, especialmente en el Reino Unido.Ha colaborado con artistas como Madonna, Eric B. & Rakim, George Michael, 4hero, Janet Jackson y otros. En 1988, ganó el premio Grammy al Mejor Artista Nuevo (como artista en solitario) y ha sido nominada a tres premios Grammy
Watley es conocida por su hit de 1988 «Looking For A New Love», que alcanzó la segunda posición en el Hot 100 de Billboard.

## Discografía

### Álbumes
- Jody Watley (1987)

- Larger Than Life (1989)

- You Wanna Dance with Me? (1990)

- Affairs of the Heart (1991)

- Intimacy (1993)

- Remixes Of Love (1994)

- Affection (1995)

- Greatest Hits (1996)

- Flower (1998)

- Saturday Night Expierience (1999)

- The Jody Watley Millennium Collection (2000)

- Midnight Lounge (2001)

### Sencillo
- "Looking For A New Love" (#2 pop USA, #1 dance chart, #1 R&B chart)

- "Still A Thrill" (#56 pop USA, #1 dance chart, #2 R&B chart)

- "Some Kind Of Lover" (#10 pop USA, #1 dance chart, #3 r&B chart)

- "Don't You Want Me" (#6 pop USA, #1 dance chart, #3 R&B chart)

- "Most Of All" (#60 pop USA, #2 dance chart, #11 R&B chart)

- "Real Love" (#2 pop USA, #1 dance chart, #1 R&B chart)

- "Friends" (#9 pop USA, #1 dance chart, #3 R&B chart)

- "Everything" (#4 pop USA, #3 R&B chart)

- "Precious Love" (#87 pop USA, #57 R&B chart)

- "I'm The One You Need" (#19 pop USA, #3 dance chart, #23 R&B chart)